# Kanton Saint-Beauzély
Saint-Beauzély is een voormalig kanton van het Franse departement Aveyron. Het kanton maakte deel uit van het arrondissement Millau. Bij toepassing van het decreet van 21 februari 2014 werd het op 22 maart 2015 opgeheven en de gemeenten werden opgenomen in het nieuwe kanton Tarn et Causses.

## Gemeenten
Het kanton Saint-Beauzély omvatte de volgende gemeenten:
- Castelnau-Pégayrols
- Montjaux
- Saint-Beauzély (hoofdplaats)
- Verrières
- Viala-du-Tarn